# Historia de la lámpara incandescente
La historia de la lámpara incandescente, uno de los inventos más utilizados por el hombre desde su creación hasta principios del siglo XXI, incluye los avances tecnológicos como las interminables disputas respecto a un sinfín de patentes correspondientes al invento. Así, aunque el invento de la lámpara incandescente se le atribuye a Thomas Edison, él solo fue el primero en patentar, el 27 de enero de 1880, con el número 285.898, una bombilla incandescente de filamento de carbono que fuese comercialmente viable fuera de los laboratorios. La principal ventaja de la bombilla de Edison, frente a la de su rival más próximo, y futuro socio, Joseph Swan, que había patentado una bombilla un año antes, fue que Edison había conseguido crear un vacío total, con lo que daba una vida de 40 horas a la bombilla frente a las 13 horas que duraba la bombilla de Swan, por no haber conseguido ese vacío total.
En 2009, una Directiva de la Unión Europea estableció un plazo para que en los Estados miembros dejaran de fabricar y comercializar lámparas incandescentes. El 1 de septiembre de 2009 se prohibió la fabricación y distribución de lámparas de potencia igual o superior a 100 W y el 1 de septiembre de 2010 las lámparas de 75 W. Un año después, el 1 de septiembre de 2011, las lámparas de 60 W y, por último, el 1 de septiembre de 2012 se retiraron las lámparas de 40 y 25 W.  Las lámparas incandescentes están siendo sustituidas por opciones más eficientes, como las lámparas fluorescentes compactas y las basadas en tecnología LED.

## Investigación y desarrollo
Aunque el primero en usar el término «lámpara incandescente» fue Abril Michel, en un artículo publicado en 1840, en Philosophical Magazine, en el que describía un experimento con dos hilos de cobre dentro de un vaso invertido, el invento había sido desarrollado a partir de los experimentos en 1802 de Humphrey Davy, cuando consiguió crear luz utilizando un hilo de platino, monstrándolo ante la gioSociety en 1809.
En 1855, el alemán Heinrich Goebel utilizó el bambú carbonizado como filamento para su propia bombilla incandescente, mucho antes por tanto que Edison. 
El 18 de diciembre de 1878, Joseph Swan presentó su invento ante la Literary and Philosophical Society of Newcastle upon Tyne. Sin embargo, no lo patentaría hasta un año después al entender que se trataba de una tecnología que estaba ya en el dominio público.

## Manufactura
La disputa sobre los patentes de Swan y Edison llevó a la fusión de sus respectivas empresas. Así, en 1883, se establecería la Edison & Swan United Electric Light Company, una empresa que vendía precisamente la bombilla "Ediswan", con un filamento de celulosa que el propio Swan había inventado en 1881. Por otra parte, el precio de la bombilla que Swan vendía en 1879 a 25 chelínes había bajado a 5 chelínes en 1881.

## Historia

### Siglo  XIX
Las primeras experiencias de iluminación eléctrica por incandescencia datan del segundo tercio del siglo XIX.

### SigloXX

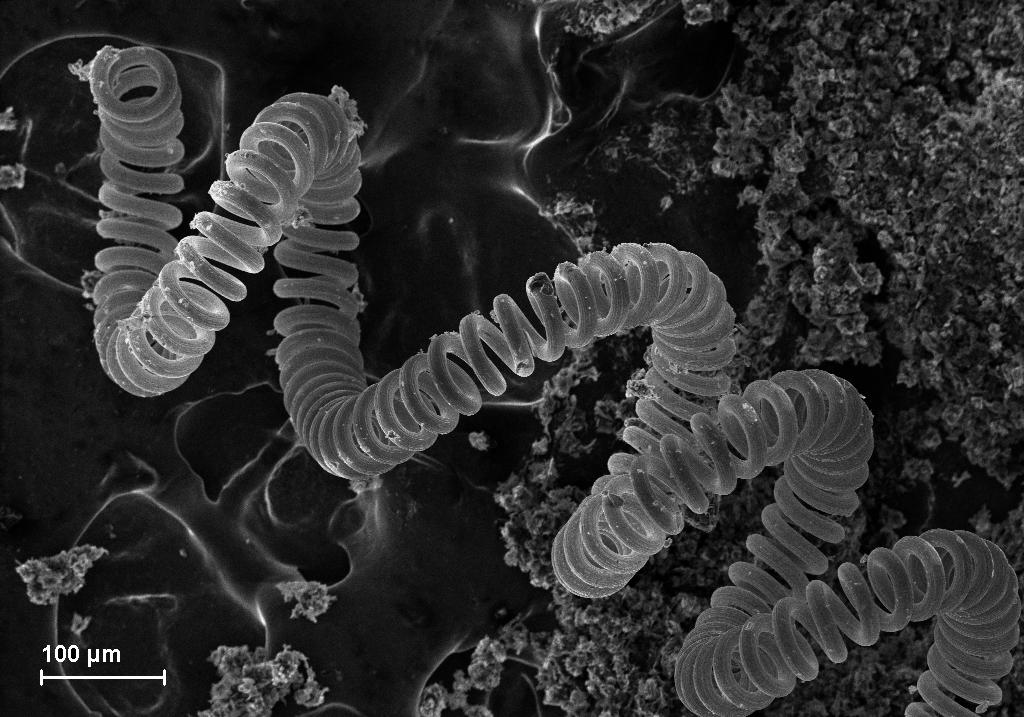
Imagen MEB del filamento de tungsteno de una lámpara incandescente.

En 1913, la ampolla ya no estaba bajo el vacío de aire, sino que se rellenan con gas noble, argón y luego criptón.

### Siglo  XXI
En el siglo  XXI, la Unión Europea y otros países disponen el retiro de circulación de las lámparas incandescentes debido a su baja eficiencia luminosa en comparación con otros métodos de iluminación, tubo fluorescente, lámpara fluorescente, lámpara de diodo emisor de luz. 

## Historia
Los historiadores Robert Friedel y Paul Israel enumeran a los inventores de las lámparas incandescentes antes de Joseph Swan y Thomas Edison. Concluyen que la versión de Edison fue capaz de superar a las demás debido a una combinación de tres factores: un material incandescente efectivo, un vacío más alto que el que otros fueron capaces de lograr (mediante el uso de la bomba Sprengel) y una alta resistencia eléctrica que hizo económicamente viable la distribución de energía desde una fuente centralizada.
El historiador  Thomas Hughes ha atribuido el éxito de Edison a su desarrollo de un sistema completo e integrado de iluminación eléctrica.

La lámpara era un componente pequeño en su sistema de iluminación eléctrica, y no más crítico para su funcionamiento efectivo que el generador Edison Jumbo, el sistema principal y alimentador de Edison y el sistema de distribución en paralelo. Otros inventores con generadores y lámparas incandescentes, y con ingenio y excelencia comparables, han sido olvidados hace tiempo porque sus creadores no presidieron su introducción en un sistema de iluminación.
The lamp was a small component in his system of electric lighting, and no more critical to its effective functioning than the Edison Jumbo generator, the Edison main and feeder, and the parallel-distribution system. Other inventors with generators and incandescent lamps, and with comparable ingenuity and excellence, have long been forgotten because their creators did not preside over their introduction in a system of lighting.
Thomas P. Hughes, en Technology at the Turning Point, editado por W. B. Pickett

### Primeras investigaciones precomerciales

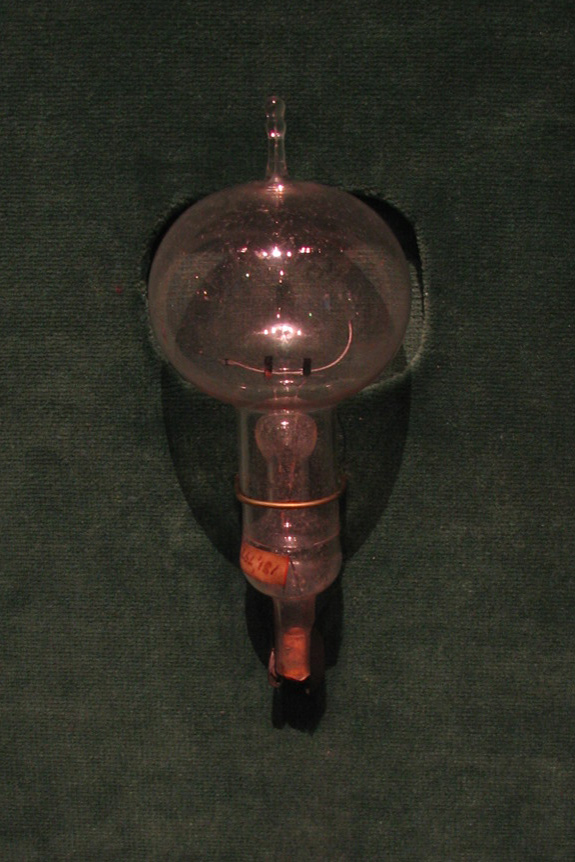
Bombilla de filamento de carbono original de la tienda de Thomas Edison en Menlo Park

En 1761, Ebenezer Kinnersley logró calentar un alambre hasta llevarlo a la incandescencia.
En 1802, Humphry Davy usó lo que describió como «una batería de inmenso tamaño», que constaba de 2000 celdas alojadas en el sótano de la Royal Institution of Great Britain, para crear una luz incandescente al pasar la corriente a través de una delgada tira de platino, elegida porque el metal tenía un punto de fusión extremadamente alto. No fue lo suficientemente brillante ni duró lo suficiente como para ser práctico, pero fue el precedente que orientó los esfuerzos de decenas de experimentadores durante los siguientes 75 años.
Durante los primeros tres cuartos del siglo XIX, muchos experimentadores trabajaron con varias combinaciones de alambres de platino o iridio, con varillas de carbono y recintos al vacío o al semivacío. Muchos de esos dispositivos tuvieron presentaciones públicas y algunos fueron patentados.
En 1835, James Bowman Lindsay presentó en la ciudad escodesa de Dundee una lámpara eléctrica de luz constante, probablemente incandescente, que le permitía «leer un libro a una distancia de pie y medio» (unos 50  cm). Sin embargo, no desarrolló más la luz eléctrica.
En 1838, el litógrafo belga Marcellin Jobard inventó una bombilla incandescente con una atmósfera de vacío utilizando un filamento de carbono.
En 1840, el científico británico Warren de la Rue encerró un filamento de platino enrollado en un tubo de vacío y pasó una corriente eléctrica a través de él. El diseño se basó en el concepto de que el alto punto de fusión del platino le permitiría operar a altas temperaturas y que la cámara de vacío contendría menos moléculas de gas para reaccionar con el platino, mejorando su longevidad. Aunque era un diseño factible, el costo del platino lo hacía poco práctico para su uso comercial.
En 1820, Warren de la Rue, utilizando una espiral de platino, hizo lo que se considera el primer intento de conseguir la incandescencia en una cámara sin aire, y en 1840, patentó su lámpara incandescente con filamento de platino.
En 1841, Frederick de Moleyns, utilizando dos alambres de platino, hizo lo mismo dentro de una bombilla de cristal al vacío, siendo el primero en patentar, en Inglaterra, una lámpara incandescente.  También usó carbón.
En 1845, el estadounidense John W. Starr patentó una bombilla incandescente que utilizaba filamentos de carbono. Su invento nunca fue producido comercialmente.
Fue una demostración pública de una lámpara incandescente patentada con un filamento de metal realizada por el estadounidense William Staite ante la Sunderland Athenaeum, en Inglaterra, en 1845, que inspiraría a uno de los más importantes rivales de Edison, Joseph Swan, a dedicarse a investigar el tema.
En 1846, John Daper patentó una lámpara incandescente con filamento de platino
En 1850, Edward G. Shepard construyó una lámpara con filamento de carbono.
En 1851, Jean Eugène Robert-Houdin mostró públicamente las bombillas incandescentes en su finca de Blois, Francia. Sus bombillas están expuestas en el museo del Château de Blois.
En 1856, el francés Charles de Changy patentó una lámpara incandescente para usar en las minas. En 1858 y 1859, de Changy y Théodose du Moncel también probaron sistemas de iluminación eléctrica de incandescencia. Ese mismo año 1859, Moses G. Farmer construyó una bombilla de luz incandescente eléctrica utilizando un filamento de platino. Más tarde, Thomas Edison vio una de estas bombillas en una tienda en Boston y le pidió consejo a Farmer sobre el negocio de la luz eléctrica. 
En 1860, el británico Joseph Swan mostró que la incandescencia podía prolongarse sin destruir el filamento, haciendo el vacío. El desarrollo de bombas de vacío eficientes a partir de 1875 le permitió presentar una lámpara de incandescencia funcional en 1879, con un filamento de carbón al vacío. El mismo año Thomas Edison diseñó y comercializó una bombilla cuyo filamento era una fibra de algodón carbonizado. Desarrolló un proceso para la fabricación industrial de las bombillas. En un litigio judicial se reconoció la anterioridad de Joseph Swan, pero este no disponía de un proceso de fabricación industrial. Los dos hombres se vieron obligados a fabricar sus bombillas en una sociedad común. Rápidamente difundieron su lámpara, que tenía ventajas obvias sobre la iluminación de gas a la que reemplazó, pero el filamento de carbón, al sublimarse y luego condensarse en el vidrio de la lámpara, lo empañaba con bastante rapidez. En la década de 1880, los fabricantes de iluminación eléctrica se enfrentaron en una feroz competencia. En 1884, Edison reclutó a Lewis H. Latimer, un ingeniero afroamericano autodidacta, para presentar y defender sus patentes y promover su sistema.

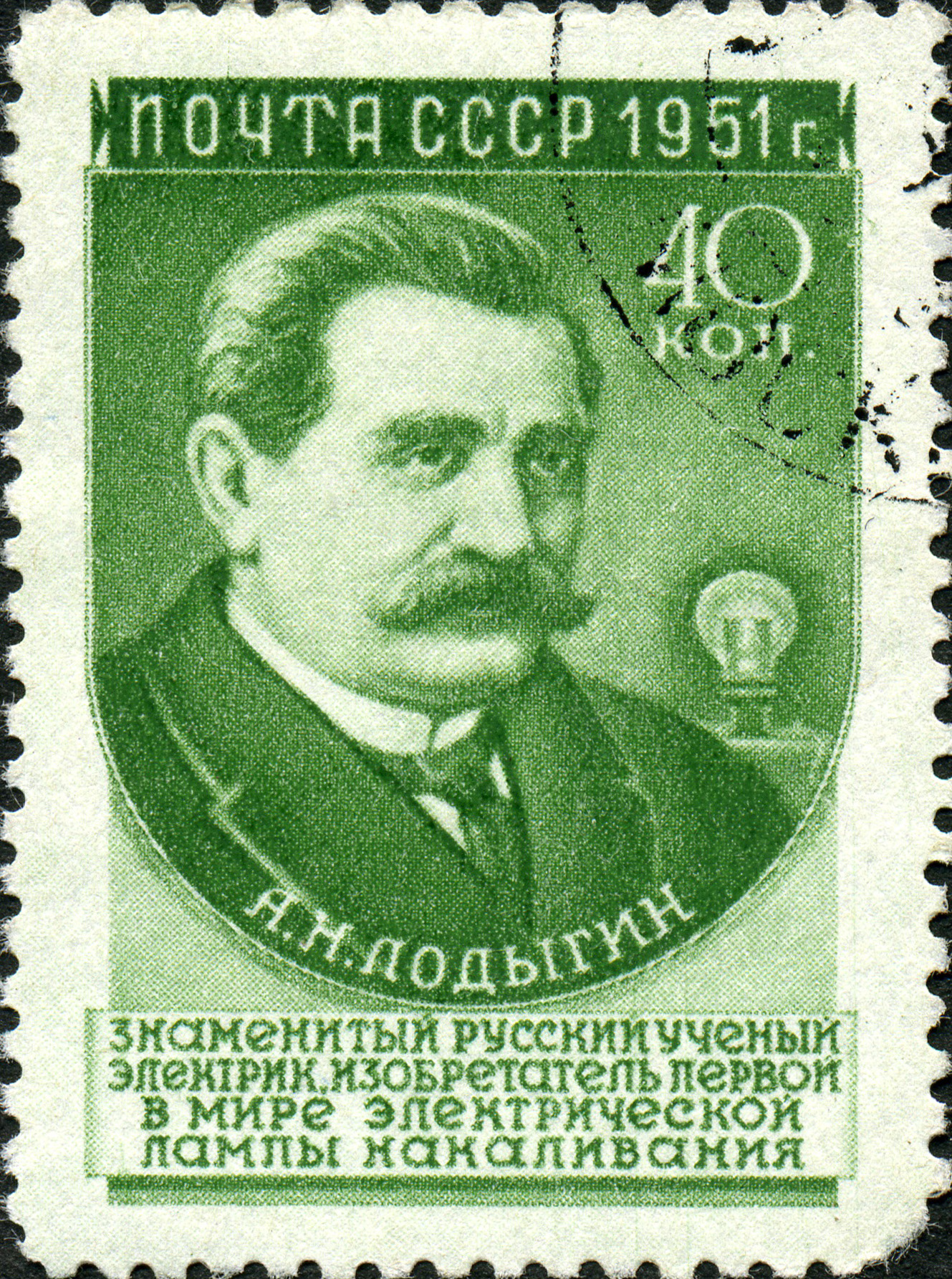
Alexander Lodygin en un sello postal soviético de 1951

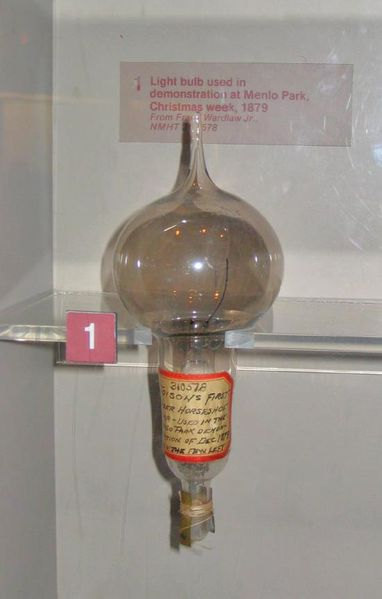
Lámpara eléctrica de Thomas Edison (1879)

En 1872, el ruso Alexander Lodygin desarrolló una bombilla incandescente llena de nitrógeno y con filamento de grafito.  Poco después obtuvo una patente rusa en 1874 (n.º 1619) en la que usó como quemador dos varillas de carbón de sección disminuyente en un recipiente de vidrio, herméticamente sellado y lleno de nitrógeno, dispuesto eléctricamente para que la corriente pudiera pasar al segundo carbono cuando el primero se hubiera consumido. Más tarde vivió en los Estados Unidos, cambió su nombre a Alexander de Lodyguine y solicitó y obtuvo patentes para lámparas incandescentes con filamentos de cromo, iridio, rodio, rutenio, osmio, molibdeno y tungsteno, y en la feria mundial de 1900 en París  mostró una bombilla que usaba un filamento de molibdeno.
El 24 de julio de 1874,  Henry Woodward y Mathew Evans presentaron una patente canadiense para una lámpara que consistía en varillas de carbono montadas en un cilindro de vidrio lleno de nitrógeno. No tuvieron éxito en la comercialización de su lámpara y vendieron los derechos de su patente (Patente USPTO n.º 0181,613) a Thomas Edison en 1879.
El 4 de marzo de 1880, solo cinco meses después de la bombilla de Edison, Alessandro Cruto  creó su primera lámpara incandescente. Cruto produjo un filamento por deposición de grafito sobre delgados filamentos de platino, calentándolo con una corriente eléctrica en presencia de alcohol etílico gaseoso. Al calentar ese platino a altas temperaturas dejaba finos filamentos de platino recubiertos con grafito puro. En septiembre de 1881 había logrado una exitosa versión de ese primer filamento sintético. La bombilla, inventada por Cruto, duraba quinientas horas frente a las cuarenta de la versión original de Edison. En la Exposición Eléctrica de Múnich de 1882 en Baviera, Alemania, la lámpara de Cruto fue más eficiente que la de Edison y produjo una mejor luz blanca.
Heinrich Göbel en 1893 afirmó que había diseñado la primera bombilla incandescente en 1854, con un delgado filamento de bambú carbonizado de alta resistencia, cables de entrada de platino en una envoltura completamente de vidrio y un alto vacío. Jueces de cuatro tribunales plantearon dudas sobre la supuesta anticipación de Göbel, pero nunca hubo una decisión en una audiencia final debido al vencimiento de la patente de Edison. Un trabajo de investigación publicado en 2007 concluyó que la historia de las lámparas Göbel en la década de 1850 era una leyenda.

### Comercialización

#### Filamento de carbono y vacío

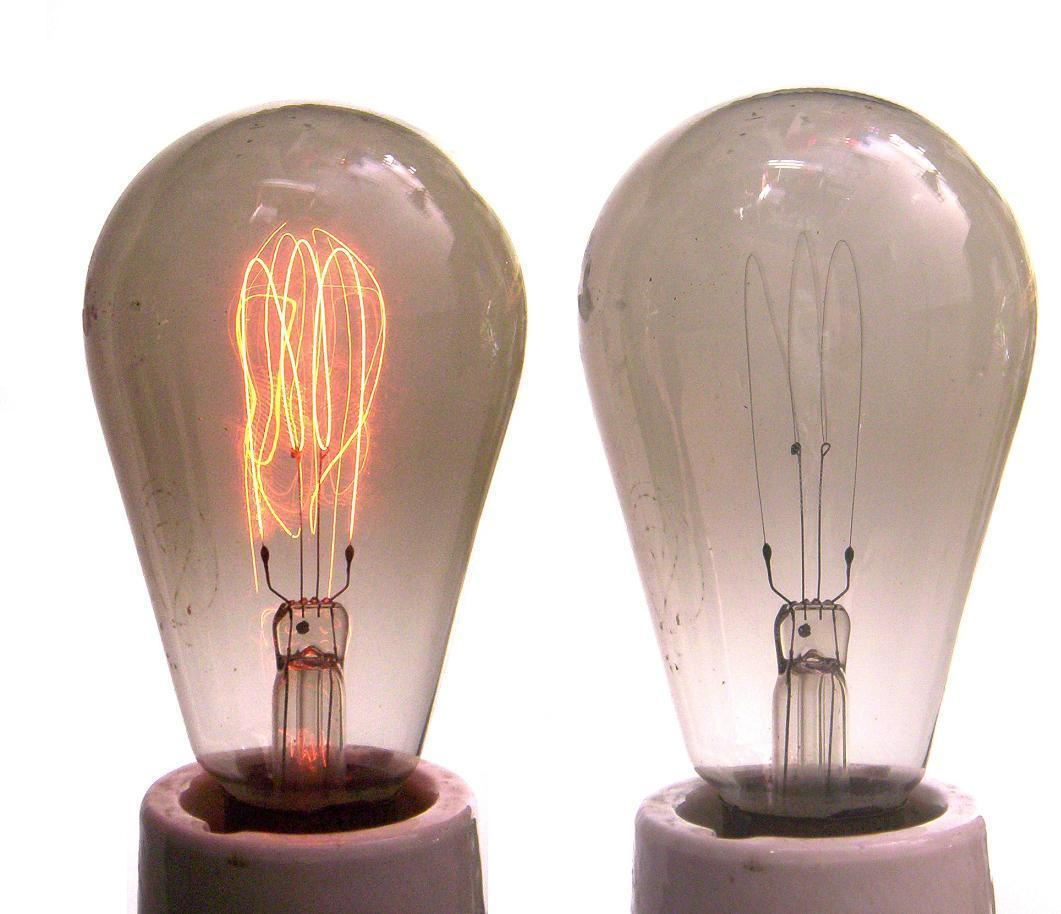
Lámparas antiguas de filamento de carbono que muestran el oscurecimiento de la bombilla

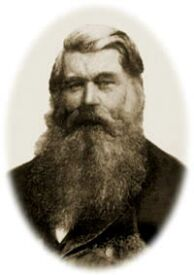
Sir Joseph Wilson Swan

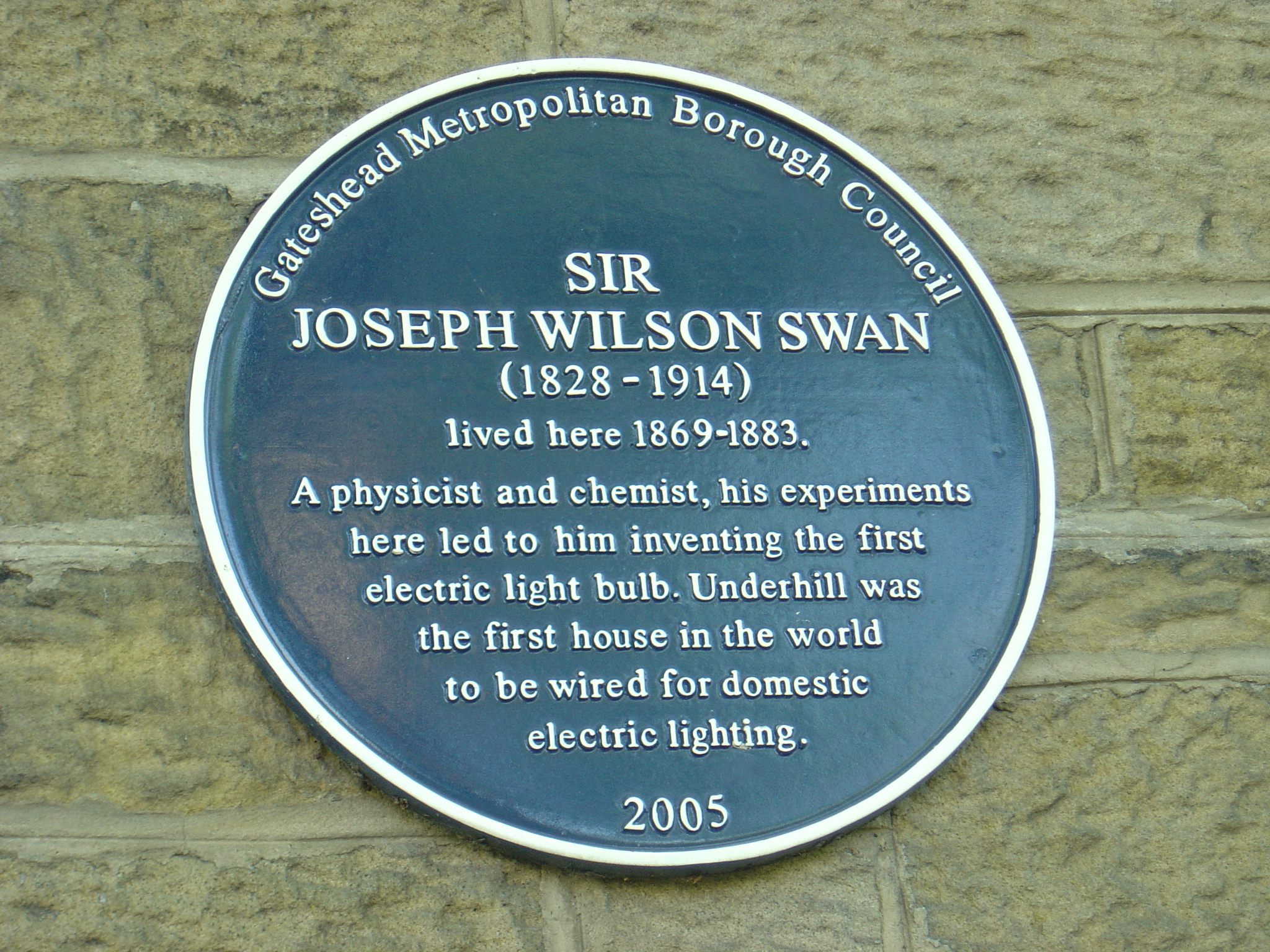
Placa histórica en Underhill, la primera casa iluminada con luces eléctricas

Joseph Swan (1828-1914)  fue un físico y químico británico. En 1850, comenzó a trabajar con filamentos de papel carbonizado en un bulbo de vidrio al vacío. En 1860, pudo mostrar un dispositivo que funcionaba, pero la falta de un buen vacío y de un suministro adecuado de electricidad dieron como resultado que la bombilla tenía vida útil corta para y como fuente de luz era ineficiente. A mediados de la década de 1870, ya disponía de mejores bombas y Swan volvió a sus experimentos.
Con la ayuda de Charles Stearn, un experto en bombas de vacío, en 1878 Swan desarrolló un método de procesamiento que evitaba el ennegrecimiento temprano del bulbo. Esto recibió una patente británica en 1880. El 18 de diciembre de 1878, mostró una lámpara que usaba una delgada barra de carbono en una reunión de la Newcastle Chemical Society, y Swan hizo una demostración de trabajo en su reunión del 17 de enero de 1879. Fue también mostrada a las 700 personas que asistieron el 3 de febrero de 1879 a una reunión de la Literary and Philosophical Society of Newcastle upon Tyne. Esas lámparas usaban una barra de carbono de una lámpara de arco en lugar de un filamento delgado. Por lo tanto, tenían baja resistencia y requerían conductores muy grandes para suministrar la corriente necesaria, por lo que no eran comercialmente prácticas, aunque fueron una demostración de las posibilidades de la iluminación incandescente con un vacío relativamente alto, un conductor de carbono y cables de entrada de platino. Esta bombilla duró unas 40 horas.. Swan luego centró su atención en producir un mejor filamento de carbono y los medios para unir sus extremos. Ideó un método de tratamiento del algodón para producir «hilo apergaminado» a principios de la década de 1880 y obtuvo la patente británica 4933 ese mismo año. A partir de este año comenzó a instalar bombillas en casas y lugares emblemáticos de Inglaterra. Su casa, Underhill, Low Fell, Gateshead, fue la primera del mundo en ser iluminada por una bombilla. A principios de la década de 1880 había fundado su propia compañía. En 1881, el Savoy Theatre en la ciudad de Westminster, Londres, fue iluminado con bombillas incandescentes Swan, siendo el primer teatro y el primer edificio público del mundo en ser completamente iluminado con electricidad. La primera calle del mundo que se iluminó con una bombilla incandescente fue Mosley Street, en Newcastle upon Tyne, Reino Unido. Fue iluminada por la lámpara incandescente de Joseph Swan el 3 de febrero de 1879.

Comparación de las bombillas de Edison, Maxim y Swan, 1885

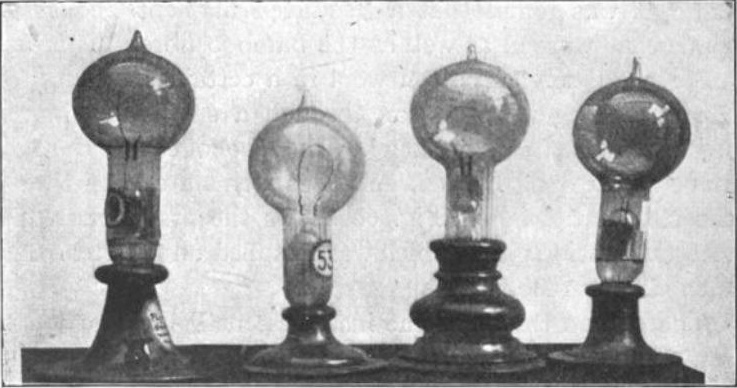
Lámparas de filamento de carbono Edison, principios de la década de 1880

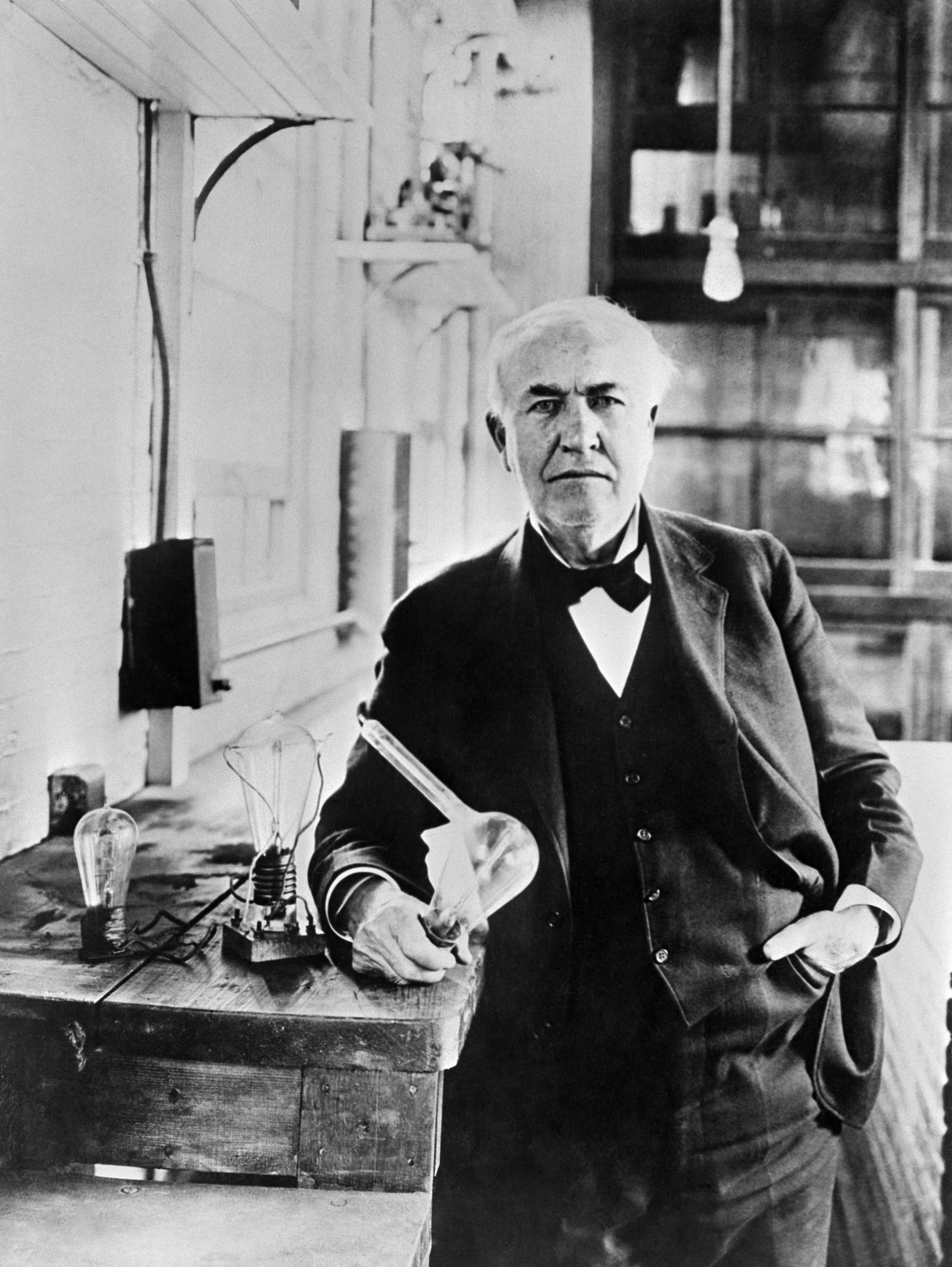
Thomas Alva Edison

Thomas Alva Edison comenzó una investigación seria para desarrollar una lámpara incandescente práctica en 1878. Edison presentó su primera solicitud de patente para "Improvement in Electric Lights" [Mejora de las luces eléctricas] el 14 de octubre de 1878. Después de muchos experimentos, primero con carbón a principios de la década de 1880 y luego con platino y otros metales, al final Edison volvió a un filamento de carbono. La primera prueba exitosa fue el 22 de octubre de 1879, y duró 13,5 horas. Edison continuó mejorando ese diseño y, el 4 de noviembre de 1879, solicitó una patente estadounidense para una lámpara eléctrica que utiliza «un filamento o tira de carbono enrollado y conectado... a cables de contacto de platino». Aunque la patente describía varias formas de crear el filamento de carbono, incluido el uso de «hilo de algodón y lino, tablillas de madera, papeles enrollados de varias maneras», Edison y su equipo descubrieron más tarde que un filamento de bambú carbonizado podía durar más de 1200 horas. En 1880, el vapor de Oregon Railroad and Navigation Company,  Columbia, se convirtió en la primera aplicación de las lámparas eléctricas incandescentes de Edison (también fue el primer barco en utilizar una dinamo).
Albon Man, un abogado de Nueva York, fundó en 1878 la Electro-Dynamic Light Company  para explotar sus patentes y las de William Sawyer. Semanas más tarde se organizó la United States Electric Lighting Company. Esta compañía no hizo su primera instalación comercial de lámparas incandescentes hasta el otoño de 1880 en Mercantile Safe Deposit Company en la ciudad de Nueva York, unos seis meses después de que se instalaran las lámparas incandescentes de Edison en el Columbia. Hiram S. Maxim  fue el ingeniero jefe de United States Electric Lighting Company. Después del gran éxito en los Estados Unidos, la bombilla de luz incandescente patentada por Edison también comenzó a ganar popularidad en Europa; entre otros lugares, las primeras bombillas de Edison en los países nórdicos se instalaron en la sala de tejido de la fábrica textil de Finlayson en Tampere, Finlandia, en marzo de 1882.
Lewis Latimer, empleado en ese momento por Edison, desarrolló un método mejorado de tratamiento térmico de los filamentos de carbono que reducía su rotura y permitía moldearlos en formas novedosas, como la característica forma de "M" de los filamentos Maxim. El 17 de enero de 1882, Latimer recibió una patente para el "Process of Manufacturing Carbons" [Proceso de fabricación de carbonos], un método mejorado para la producción de filamentos de bombillas, que fue comprado por United States Electric Light Company. Latimer patentó otras mejoras, como una mejor forma de unir filamentos a sus soportes de alambre.
En Gran Bretaña, las empresas de Edison y Swan se fusionaron en Edison and Swan United Electric Company (más tarde conocida como Ediswan y finalmente incorporada en Thorn Lighting Ltd). Edison inicialmente estaba en contra de esa combinación, pero después de que Swan lo demandara y ganase, Edison finalmente se vio obligado a cooperar y se realizó la fusión. Finalmente, Edison adquirió todos los intereses de Swan en la empresa. Swan vendió sus derechos de patente de EE. UU. a Brush Electric Company en junio de 1882.

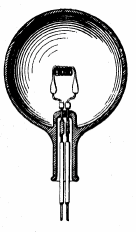
de Thomas Edisonpara una lámpara eléctrica mejorada, 27 de enero de 1880

La Oficina de Patentes de los Estados Unidos emitió un fallo el 8 de octubre de 1883 de que las patentes de Edison se basaban en el estado de la técnica de William Sawyer  y no eran válidas. El litigio continuó durante varios años. Finalmente, el 6 de octubre de 1889, un juez dictaminó que la afirmación de Edison de mejora de la luz eléctrica de «un filamento de carbono de alta resistencia» era válida.
En 1896, el inventor italiano Arturo Malignani (1865-1939) patentó un método de evacuación para la producción en masa, que permitía obtener bombillas económicas con una duración de 800 horas. La patente fue adquirida por Edison en 1898.
En 1897, Walther Nernst, físico y químico alemán, desarrolló la lámpara de Nernst, una forma de lámpara incandescente que usaba un globar cerámico y no requería recinto en vacío o de gas inerte. Al reemplazar el filamento de carbón con un filamento de cerámica, el material no sublimaba, eliminando la necesidad del vacío; pero la lámpara solo se encendía después de un precalentamiento de 10 a 20 segundos. Dos veces más eficientes que las lámparas de filamento de carbono, las lámparas de Nernst fueron brevemente populares hasta que fueron superadas por las lámparas que usaban filamentos de metal. 
The United States Patent Office

#### Filamento metálico, gas inerte

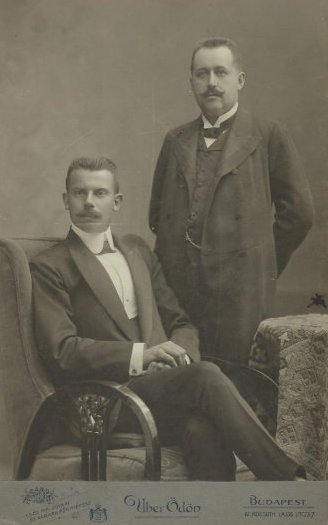
Hanaman (izquierda) y Just (derecha), los inventores de las bombillas de tungsteno

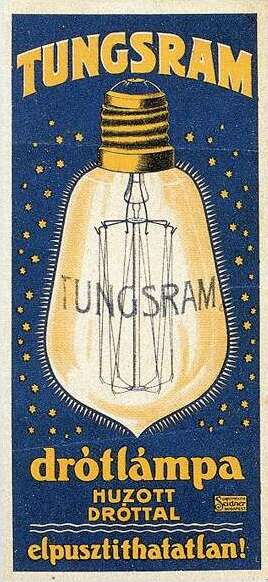
Publicidad húngara de la bombilla Tungsram de 1906. Esta fue la primera bombilla que utilizó un filamento hecho de tungsteno en lugar de carbono. La inscripción dice: «lámpara de alambre con un alambre trefilado – indestructible».

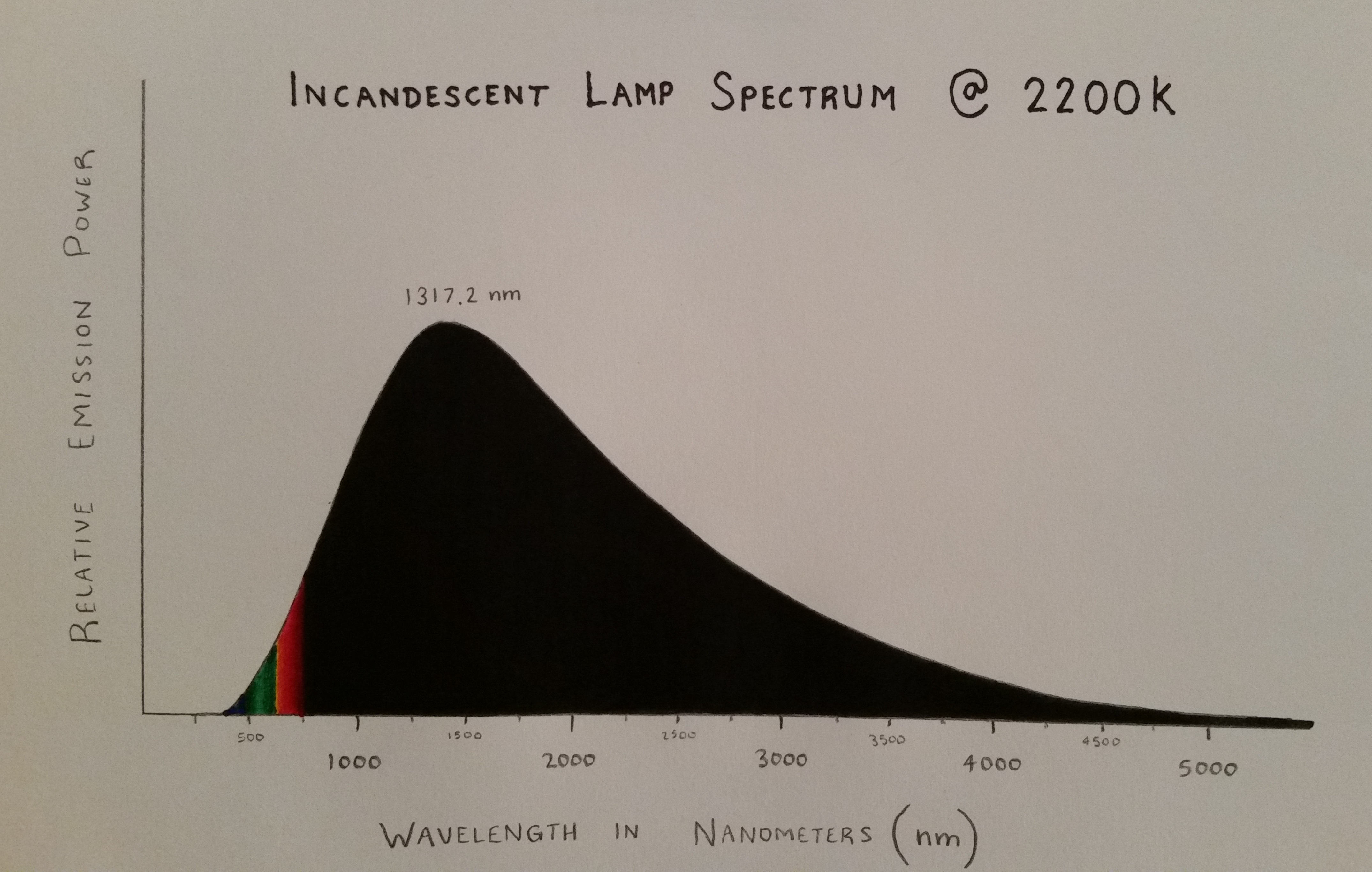
Espectro de una lámpara incandescente a 2200 K, que muestra la mayor parte de su emisión como luz infrarroja invisible.

En 1902, Siemens  desarrolló un filamento de lámpara de tantalio que era más eficiente incluso que los filamentos de carbono grafitado, ya que podían funcionar a temperaturas más altas. Dado que el metal de tantalio tiene una resistividad menor que el carbono, el filamento de la lámpara de tantalio era bastante largo y requería múltiples soportes internos. El filamento de metal se acortaba gradualmente con el uso; los filamentos se instalaron con grandes bucles flojos. Las lámparas utilizadas durante varios cientos de horas se volvieron bastante frágiles. Los filamentos metálicos tenían la propiedad de romperse y resoldarse, aunque esto normalmente disminuiría la resistencia y acortaría la vida útil del filamento. General Electric compró los derechos para usar filamentos de tantalio y los produjo en los EE. UU. hasta 1913.
Desde 1898 hasta alrededor de 1905, el osmio también se utilizó como filamento de lámpara en Europa. El metal era tan caro que las lámparas rotas usadas podían devolverse a cambio de un crédito parcial. No se pudo fabricar para 110 V o 220 V, por lo que se conectaron varias lámparas en serie para su uso en circuitos de voltaje estándar.

#### Filamento de tungsteno
El 13 de diciembre de 1904, el húngaro Sándor Just y el croata Franjo Hanaman obtuvieron una patente húngara (n.º 34541) para una lámpara de filamento de tungsteno, el metal con el punto de fusión más alto, a 3422 °C, que duraba más y daba una luz más brillante que el filamento de carbono. Las lámparas de filamento de tungsteno fueron comercializadas por primera vez por la empresa húngara Tungsram en 1904. Ese tipo a menudo se denominó bombillas de tungsram en muchos países europeos. Llenando la ampolla con un gas inerte, como el argón o el nitrógeno, se ralentizaba la evaporación del filamento de tungsteno en comparación con operarlo en el vacío. Eso permitía mayores temperaturas y, por lo tanto, una mayor eficacia con una menor reducción de la vida útil del filamento.
Retomada la idea en Alemania por Carl Auer von Welsbach, y luego por todos los fabricantes, el metal sustituyó al carbono rápidamente, gracias a su luz más brillante y a su mayor longevidad.
En 1906, William D. Coolidge desarrolló un método para hacer "tungsteno dúctil" a partir de tungsteno sinterizado, que podría convertirse en filamentos mientras trabajaba para  General Electric Company. En 1911, General Electric había comenzado a vender bombillas incandescentes con alambre de tungsteno dúctil.
En 1913, Irving Langmuir descubrió que llenar una lámpara con gas inerte en lugar de vacío daba como resultado el doble de eficacia luminosa y una reducción del ennegrecimiento de la bombilla.[cita requerida]
En 1917, Burnie Lee Benbow obtuvo una patente para el «filamento en espiral», en el que un filamento en espiral se envuelve en una bobina mediante el uso de un mandril. [60] [61] En 1921, Junichi Miura creó la primera bombilla de doble bobina con un filamento de tungsteno en espiral mientras trabajaba para Hakunetsusha (un predecesor de Toshiba ). En ese momento, no existía maquinaria para producir en masa filamentos en espiral. Hakunetsusha desarrolló un método para producir filamentos en espiral en masa en 1936. [62]
Entre 1924 y el estallido de la Segunda Guerra Mundial, el cartel de Phoebus intentó fijar precios y cuotas de venta para los fabricantes de bombillas fuera de Norteamérica.
El consumo de bombillas incandescentes creció rápidamente en los Estados Unidos. En 1885, se ha estimado que vendieron aproximadamente 300.000 lámparas de servicio de iluminación general, todas con filamentos de carbono. Cuando se introdujeron los filamentos de tungsteno, existían alrededor de 50 millones de portalámparas en los EE. UU. En 1914 se utilizaban 88,5 millones de lámparas (sólo el 15% con filamentos de carbono), y en 1945 las ventas anuales de lámparas eran de 795 millones (más de 5 lámparas por persona al año).
In 1917, Burnie Lee Benbow was granted a patent for the coiled coil filament, in which a coiled filament is then itself wrapped into a coil by use of a mandrel. In 1921, Junichi Miura created the first double-coil bulb using a coiled coil tungsten filament while working for Hakunetsusha (a predecessor of Toshiba). At the time, machinery to mass-produce coiled coil filaments did not exist. Hakunetsusha developed a method to mass-produce coiled coil filaments by 1936.
En 1925, Marvin Pipkin, un químico estadounidense que trabajaba para General Electric, patentó un proceso para esmerilar el interior de las bombillas de las lámparas sin debilitarlas, lo que hizo que la luz se difundiera mejor y que la ampolla fuera mucho más sólida. En 1947, patentó un proceso para recubrir el interior de las lámparas con sílice.
En 1930, el húngaro  Imre Bródy llenó las ampollas con gas criptón en lugar de argón y diseñó un proceso para obtener criptón del aire. La producción de lámparas llenas de criptón basadas en su invención comenzó en Ajka en 1937, en una fábrica codiseñada por Polányi y el físico húngaro Egon Orowan.
En 1959, General Electric introdujo la lámpara incandescente de yodo. El yodo, un gas halógeno, y la envoltura de cristal de cuarzo permitieron reducir la sublimación del tungsteno del filamento, lo que permitía que se calentase aún más, mejorando el rendimiento luminoso y elevando la temperatura de color. Las lámparas con gas halógeno, difundidas masivamente inicialmente para los automóviles (faro de yodo), han tenido múltiples usos profesionales.
En 1964, las mejoras en la eficiencia y la producción de las lámparas incandescentes habían reducido el costo de proporcionar una cantidad determinada de luz por un factor de treinta, en comparación con el costo de la introducción del sistema de iluminación de Edison.